# Gyaritus bangueyensis
Gyaritus bangueyensis là một loài bọ cánh cứng trong họ Cerambycidae.